# Elia Galera
Elia Galera (Madrid, 19 marzo 1973) è un'attrice e conduttrice televisiva spagnola, nota per aver interpretato il ruolo di Silvia Reyes nella soap Una vita (Acacias 38).

## Biografia
Elia Galera è nata il 19 marzo 1973 a Madrid (Spagna), da madre casalinga e da padre consulente fiscale.

## Carriera
Elia Galera fin da piccola ha mostrato una forte inclinazione come attrice, ma solo nel 1999 ha iniziato la sua carriera professionale quando è stata la protagonista al fianco dell'attore Miguel Bardem nel film La mujer más fea del mundo. Dopo la sua partecipazione e dopo aver alternato il lavoro di operatrice del lavoro con la sua incipiente formazione di attrice presso lo Studio Juan Carlos Corazza, ha debuttato in televisione come conduttrice televisiva, mentre nel 2006 ha recitato nella serie Hospital Central.
Appena terminata la sua interpretazione nella serie Hospital Central, ha deciso di ampliare la sua formazione artistica così si recò a Buenos Aires per studiare al meglio recitazione con diversi maestri come Bartis, Augusto Fernandes, Norman Briski, Savignone e al suo ritorno si sono presentate nuove sfide interpretative sul piccolo schermo come in Vida loca, in Tita Cervera. La baronesa, in Frágiles, in Los misterios de Laura, ne Il Principe - Un amore impossibile (El Príncipe), in La que se avecina, in Sabuesos, in El Cid, in  La caccia - Guardiana (La caza. Guadiana), in Non sei niente di speciale (Tú no eres especial) e in Zorro. Ha recitato anche nelle soap opere come Per sempre (Amar es para siempre), in Una vita (Acacias 38) e ne La promessa (La promesa).

## Vita privata
Elia Galera dal 2014 al 2016 è stata sposata con l'attore Iván Sánchez, dal quale ha avuto due figlie che si chiamano Jimena (nata nel 2006) e Olivia (nata nel 2014).

## Filmografia

### Cinema
- La mujer más fea del mundo, regia di Miguel Bardem (1999)
- Nessuna notizia da Dio (Sin noticias de Dios), regia di Agustín Díaz Yanes (2001)
- El séptimo día, regia di Carlos Saura (2004)
- Héctor, regia di Gracia Querejeta (2004)
- Isi/Disi. Amor a lo bestia, regia di Chema de la Peña (2004)
- Fuera del cuerpo, regia di Vicente Peñarrocha (2004)
- Backseat Fighter, regia di Mario Pagano (2016)
- Pane al limone con semi di papavero (Pan de limón con semillas de amapola), regia di Benito Zambrano (2021)

### Televisione
- 7 vidas – serie TV, 1 episodio (Telecinco, 2003)
- Capital – serie TV (2004)
- El pasado es mañana – serie TV, 7 episodi (Telecinco, 2005)
- Los simuladores – serie TV, 1 episodio (Cuatro, 2006)
- Hospital Central – serie TV, 105 episodi (Telecinco, 2006-2011)
- Vida loca – serie TV, 1 episodio (Telecinco, 2011)
- Tita Cervera. La baronesa – serie TV, 2 episodi (Telecinco, 2011)
- Frágiles – serie TV, 16 episodi (Telecinco, 2012-2013)
- Los misterios de Laura – serie TV (La 1, 2014)
- Il Principe - Un amore impossibile (El Príncipe) – serie TV, 12 episodi (2014-2016)
- La que se avecina – serie TV, 1 episodio (Telecinco, 2015)
- Per sempre (Amar es para siempre) – soap opera, 254 episodi (2015-2016)
- Una vita (Acacias 38) – soap opera, 141 episodi (2018)
- Sabuesos – serie TV, 1 episodio (La 1, 2018)
- El Cid – serie TV, 7 episodi, (Prime Video, 2019-2020)
- La caccia - Guardiana (La caza. Guadiana) – serie TV, 8 episodi (La 1, 2022)
- Non sei niente di speciale (Tú no eres especial) – serie TV, 6 episodi (Netflix, 2022)
- Amore e vendetta - Zorro (Zorro) – serie TV, 10 episodi (Prime Video, La 1, 2024)
- Muertos S.L. – serie TV, 3 episodi (Movistar Plus+, 2024)
- La promessa (La promesa) – soap opera (La 1, 2024)

### Cortometraggi
- El efecto Rubik (& el poder del color rojo), regia di Peris Romano (2006)
- En directo, regia di Wenceslao Scyzoryk (2013)
- Saturno a través del telescopio, regia di Dídac Gimeno (2018)

### Videoclip
- Dos gotas de agua di Juanjo García
- Quisiera ser, di Alejandro Sanz
- ¿Y si fuera ella? di Alejandro Sanz

## Teatro
- Edmund, diretto da Adan Black (2006)
- Los últimos días de judas iscariote, diretto da Adan Black (2006)
- Nuestra señora de la calle 121 (2010)
- Ejecución hipotecaria, diretto da Adolfo Fernández (2013)

## Programmi televisivi
- 100% cine (2001) - conduttrice
- Popstars (2002) - conduttrice

## Doppiatrici italiane
Nelle versioni in italiano dei suoi film e delle sue serie TV, Elia Galera è stata doppiata da:
- Tatiana Dessi[18] in Pane al limone con semi di papavero[19]
- Alessandra Karpoff[20] in Una vita,[21]La promessa
- Roberta Pellini[22] ne Il Principe - Un amore impossibile[23]
- Giuppy Izzo in Amore e vendetta - Zorro
- Francesca Fiorentini[24] in El Cid[25]